# Hitradio Ö3
A Hitradio Ö3 (szokták még simán Ö3-nak is nevezni, magyarul Slágerrádió) az osztrák állami közszolgálati rádió, az ORF (Österreichischer Rundfunk) harmadik számú csatornája. Ausztriában a leghallgatottabb rádió. Lefedettsége az egész országra kiterjed, de még fogható Nyugat-Magyarország, Délkelet-Németország, Észak-Olaszország és Nyugat-Szlovákia bizonyos területein is.

## Történet
Amikor 1967-ben Ausztriában életbe lépett az új műsorszolgáltatási törvény, Ernst Grissemann újságíró és rádiós műsorvezető megbízást kapott egy szórakoztató állomás létrehozására. Ez lett az Ö3, Grissemann pedig 1979-ig volt programigazgató. Az 1980-as, 1990-es évek és napjaink pop- és rockslágereit játssza az adó.

## Hullámhosszok
Az Ö3 az alábbi frekvenciákon fogható a nagyobb városokban, azonban ez csak a töredéke a frekvenciáknak, amelyekből mintegy 300 van[forrás?] (az értékek MHz-ben vannak megadva; kizárólag FM sávon fogható).
- Bécs: 99,9
- Sankt Pölten: 89,4
- Wiener Neustadt: 88,2
- Linz: 88,8
- Graz: 89,2
- Klagenfurt, Villach: 90,4
- Salzburg: 99,0
- Innsbruck: 88,5
- Bregenz: 89,6
- Eisenstadt: 100,9
- Magyarország nyugati területein a 87,9; 88,2; 89,2; 99,9 és 100,9 MHz-en.

A rádió 2005 óta az interneten keresztül is hallgatható.
Az Astra 19.2 műholdról is lehet fogni az adását. Érdekessége, hogy nem hagyományos hangrádióként, videójelet is sugároz: a rádió normál TV csatornaként szerepel a csatornalistában.

## Műsorvezetők és műsoraik
2010 júniusában:
- Christian Anderl: Let's Rock
- Kati Bellowitsch: Ö3-Extra
- Alexander Bernhaut: Dr. Bernhaut LIVE
- Peter L. Eppinger: Ö3-Sternstunden, Ö3-Heute
- Gerald Fleischhacker: Ö3-Dabei, Ö3-Sonntagsradio
- Eberhard Forcher: Ö3-Solid Gold, Forchers Friday Music Club
- Gustav Götz: Ö3 Austria Top 40, Treffpunkt Ö3, Ö3-Dabei, Let's Rock
- Sylvia Graf: Liebe usw., Hitradio Ö3 am Wochenende
- Benny Hörtnagl: Treffpunkt Ö3, Ö3-Wochenendwecker, Ö3-Hitpanorama, Sport und Musik
- Christian Huhndorf: Ö3 Wecker (Időjárás; társ-műsorvezető)
- Thomas Kamenar: Ö3-Wochenendwecker, Ö3-Hitpanorama
- Andi Knoll: Ö3 Wecker, Ö3-Heute
- Sandra König: Ö3 Wecker (Közlekedésihírek; társ-műsorvezető), Ö3-Hitpanorama, Hitradio Ö3 am Wochenende
- Robert Kratky: Ö3 Wecker
- Gernot Kulis: Ö3-Comedyredaktion (u.a. "Prof. Kaiser", "Ö3 Callboy")
- Elke Lichtenegger: Treffpunkt Ö3, Let’s Rock, Sport und Musik, Ö3-Hitpanorama
- Kerstin Obermaier: Ö3 Wecker (Verkehrsservice, Co-Moderation)
- David Pearson: Ö3-Nachtflug
- Olivia Peter: Ö3-Nachtflug
- Christian Prates: Ö3-Nachtflug, Let's Rock, Sport und Musik
- Gerda Rogers: Ö3-Sternstunden (Társ-műsorvezető)
- Armin Rogl: Ab ins Wochenende, Studio A, Liebe usw., Ö3-Sonntagsradio
- Martina Rupp: Ö3-Extra, Treffpunkt Ö3, Ö3 Wecker, Ö3 Freizeichen
- Walter Schneebauer: Ö3-Nachtflug
- Claudia Stöckl: Frühstück bei mir
- M arcus Wadsak: Ö3 Wecker (Időjárás; társ-műsorvezető)
- Daniela Zeller: Ö3 Wecker (Közlekedésihírek; társ-műsorvezető)
- Susi Zuschmann: Ö3-Nachtflug

## Gazdálkodása
2007 második félévében a piaci részesedése elérte a 33%-ot, ami 1,7%-kal alacsonyabb a 2004 második félévében mérthez képest. Hallgatottsága országos szinten átlagosan 42,6%, amivel az első helyen áll, megelőzve más kereskedelmi és helyi rádiókat; Bécsben az átlagos hallgatottság 30,8%.[forrás?]
2005-ben a rádió 280 millió eurós bevételt könyvelhetett el, az akkor állandónak bizonyult 2,5 millió fős hallgatottságával.[forrás?]

## Fordítás
- Ez a szócikk részben vagy egészben  az   Ö3 című német Wikipédia-szócikk fordításán alapul.  Az eredeti cikk szerkesztőit annak laptörténete sorolja fel. Ez a jelzés csupán a megfogalmazás eredetét és a szerzői jogokat jelzi, nem szolgál a cikkben szereplő információk forrásmegjelöléseként.